# Вывоз детей из горячих точек стран Ближнего Востока

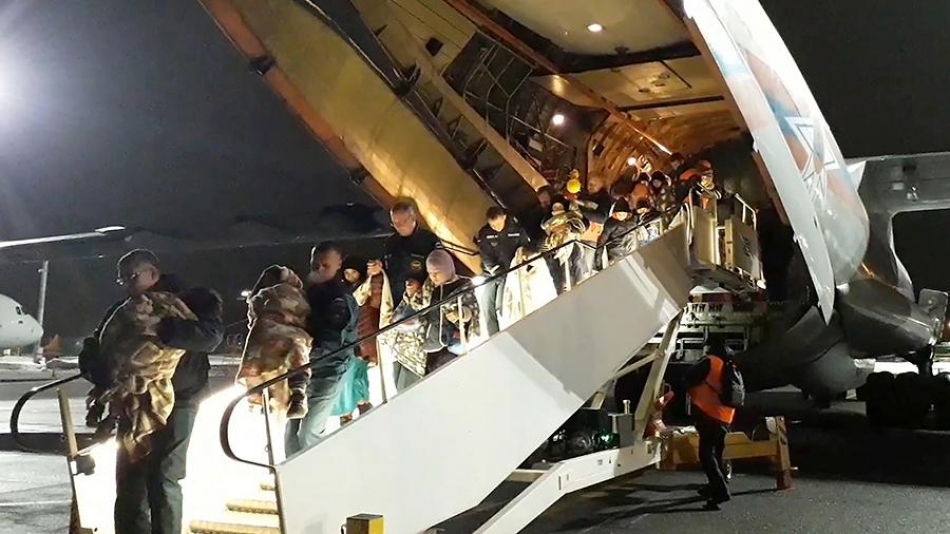
Борт МЧС прибыл в Москву из Ирака. 2018 год

Вывоз детей из горячих точек стран Ближнего Востока — гуманитарная миссия, предполагающая розыск, опознание и возврат на родину детей боевиков Исламского государства, которые находятся на территории Ирака, Сирии и других Ближневосточных стран.

## Историческая справка
Среди целого клубка гуманитарных проблем, оставшихся после завершения войны с ИГ, одним из сложнейших стал вопрос судьбы граждан третьих стран, которые отправились воевать на стороне боевиков в Сирию и Ирак. Под флагом «Исламского государства» оказались тысячи выходцев из стран Европы, сотни американцев, а также граждане бывших стран СНГ, в частности россияне.
Проблема присутствия детей в лагерях и тюрьмах в Сирии и Ираке возникла из-за того, что террористы «Исламского государства» заключали браки, привозили жен с собой, у них рождались дети, многие из которых остались сиротами. В 2017 году «Исламское государство» стало отправлять их в лагеря для идеологической обработки и военной подготовки, чтобы те поскорее пополнили ряды террористов. Эти центры и дети, выросшие там, получили название «Львята халифата».
После разгрома ИГ на территории Сирии и Ирака оказались тысячи детей из разных государств. Большинство детей находятся в приютах и тюрьмах Ирака и в лагерях беженцев в Сирии. Часть детей находится также в Турции и Пакистане. Дети живут в лагерях беженцев в тяжелейших условиях, есть парализованные, с осколочными ранениями и другими травмами, у некоторых изъяты органы.

### Ирак
Иракские власти разместили сирот ИГ во временные приюты. По примерным подсчетам, сейчас там находятся более 800 несовершеннолетних разного происхождения, личность которых установить пока не удается. Эти дети оказались словно в юридическом вакууме. Согласно законодательству республики, получить иракское гражданство могут только рождённые в законном браке дети при наличии соответствующего свидетельства. У детей, родившихся в лагерях боевиков, зачастую не было никаких документов — ни удостоверяющих личность, ни подтверждающих брак их родителей.
Судьбой таких несовершеннолетних занимается Министерство иностранных дел Ирака. Как только удается установить личность ребёнка и страну его происхождения, ведомство начинает работу по возвращению несовершеннолетнего на родину, обращаясь за помощью в посольства соответствующих стран в Багдаде. В том случае, если государство отказывается возвращать своего гражданина, ребёнок помещается в детский дом.
По иракским законам дети не несут ответственности за преступления родителей. Такие несовершеннолетние впоследствии могут быть усыновлены гражданами Ирака, но вероятность того, что сироты иностранного происхождения найдут себе семью в этой стране, конечно, невелика. Когда от детей отказываются родители, общество выступает с осуждением. В ситуации с несовершеннолетними детьми боевиков, оставшимися в Ираке и Сирии после войны с ИГ, от своих детей отказываются страны. И это в полной мере можно назвать гуманитарным преступлением, о котором международные правозащитники почему-то не хотят говорить.
Ещё одна группа детей иностранных граждан в Ираке — это несовершеннолетние, которые находятся в иракских тюрьмах со своими матерями — гражданками других стран, отбывающими там наказание . В основном в Россию удалось вернуть именно таких детей, чьи отцы погибли при боевых действиях, а матери остались на территории Ирака или Сирии и предстали перед судом в этих странах. Большинство из них приговорены к длительным тюремным срокам по обвинениям в незаконном пересечении иракской границы, пособничестве терроризму, а некоторые — за совершение террористических действий в рядах ИГ — к пожизненному заключению. При этом их дети могут находиться с ними в тюрьме лишь до трех лет, дальше их распределяют по детским домам и приютам.
В 2018 году член Совета по правам человека при главе Чечни Хеда Саратова объявила, что намерена добиваться того, чтобы женщины отбывали наказание на территории РФ. Но в отсутствие соответствующего соглашение между Россией и Ираком о передаче осужденных лиц для дальнейшего отбывания наказания этот вопрос решить пока не удалось. Однако в отношении детей иракская сторона выразила готовность пойти навстречу, если находящиеся под следствием или уже осужденные российские гражданки сами инициируют передачу своих детей родственникам в России. Благодаря этому стало возможно начать работу по их возвращению.

### Сирия

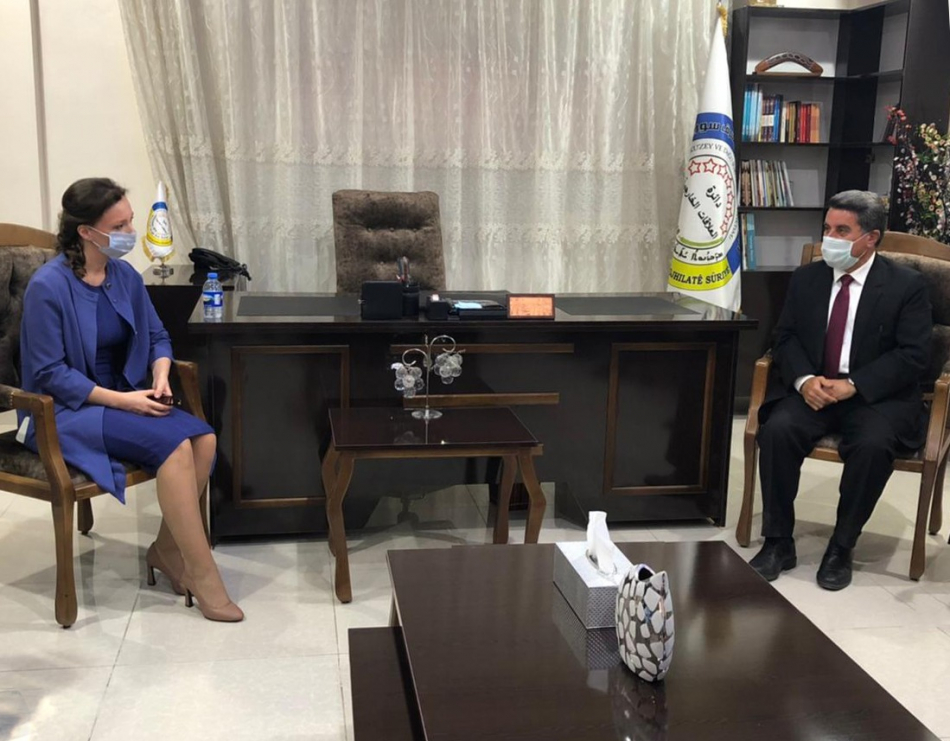
Встреча с руководством сирийских курдов

Российские дети находятся и в Сирии. Задачу по возвращению их оттуда решить оказалось сложнее в силу внутриполитических причин. Дело в том, что часть лагерей и тюрем, где содержатся семьи боевиков, находятся на северо-востоке страны под контролем курдов, а не официального Дамаска. Большая часть детей находится на территории лагеря Аль-Хол, а также в лагере Аль-Рож и в приютах Дамаска.

## Вывоз российских детей
Работа по возвращению на родину российских детей, оказавшихся в зоне вооруженного конфликта, активно ведется по поручению президента РФ Владимира Путина. С 2017 года детский омбудсмен вместе с МИД, МЧС, МВД, Минздравом и другими ведомствами выработали алгоритм действий, благодаря которому дети возвращаются в РФ. Сложность задачи заключается в том, что документы детей были утеряны — и доказать их гражданство невозможно; дети же в большинстве случаев не могли назвать никаких данных о себе, кроме имени. С декабря 2018 по сентябрь 2021 было организовано 15 спецрейсов из зон вооружённых конфликтов на Ближнем Востоке. В 24 региона возвращен 341 российский ребёнок в возрасте от года до 17 лет.

### 2017 год
11 января 2017 года состоялось первое заседание межведомственной рабочей группы по международным вопросам защиты прав ребёнка, с которого началась системная работа по вывозу российских детей с территории Ирака и Сирии. Летом 2017 года Уполномоченный совместно с МИД начал розыск детей на территории Ирака. По результатам розыска оказалось, что более 350 российских детей находятся в лагерях и тюрьмах Ирака и Сирии. Позже число найденных детей увеличилось до 445 и продолжает расти.

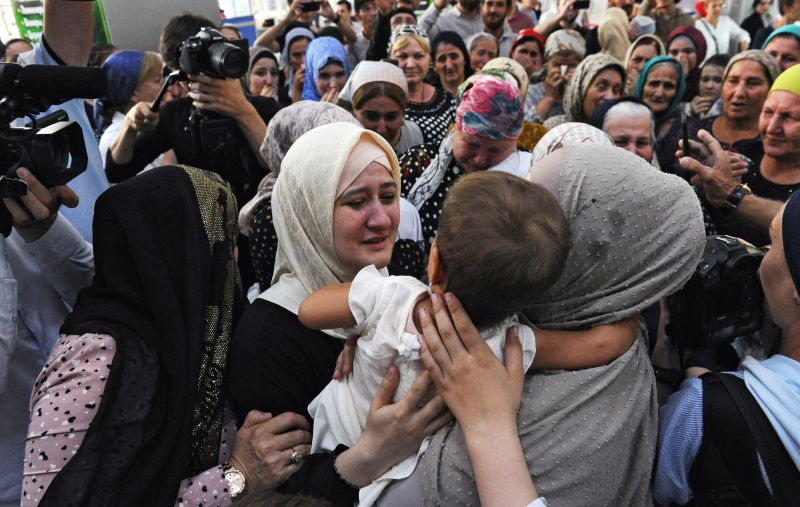
Встреча с родственников с детьми в Грозном

После освобождения Мосула Рамзан Кадыров активно проявлял интерес к теме возвращения жен и детей боевиков из Сирии и Ирака. В июле Анна Кузнецова встретилась с Рамзаном Кадыровым для согласования процесса вывоза детей. Самолёты со спасенными женщинами и их детьми стали приземляться в Грозном начиная с августа 2017 года. Первая группа из 5 детей была вывезена в Грозный 25 августа 2017 года. Всего власти Чечни вернули в Россию более ста женщин и детей, которые находились на территориях, подконтрольных ИГ. 21 октября спецбортом из Сирии в Грозный доставили семь женщин и 14 детей родом из Дагестана и Чечни. Чеченки после оформления документов отправились домой, а две дагестанки были задержаны. В конце декабря 2017 года Кадыров прекратил вывоз жен террористов с Ближнего Востока по требованию спецслужб. Однако работа по вывозу детей была продолжена Анной Кузнецовой в рамках межведомственной рабочей группы. В дальнейшем работа стала наращиваться и стали вывозиться большие группы детей.

### 2018 год

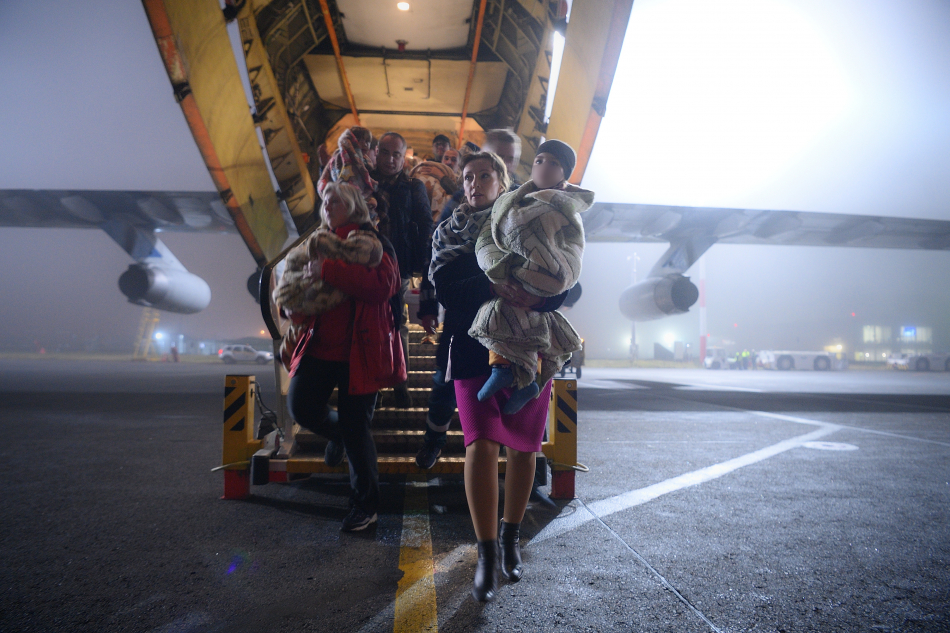
Борт Минобороны прибыл в Москву

С августа 2018 года началась подготовка документов, необходимых для возвращения из Ирака российских детей, матери которых находятся в тюрьме Багдада. В ноябре 2018 года Анна Кузнецова подготовила специальный доклад Президенту Российской Федерации «О реализации мер по возвращению детей из зон боевых действий и их реабилитации». По результатам его рассмотрения даны соответствующие поручения Правительству.
30 декабря Кузнецова с официальным визитом вылетела в Багдад и вывезла из тюрем Ирака 30 российских детей.

### 2019 год
10 февраля состоялся очередной вывоз детей из Ирака. В этот раз удалось вывезти 27 детей и передать их родственникам и опекунам.
8 сентября 2019 года спецрейсом из базы Хмеймим доставлены четверо российских детей, находившихся в приютах Дамаска.
В декабре 2019 года ещё 4-х детей удалось найти и вывезти из тюрем Сирии.
19 ноября 2019 года Кузнецова встретила последнюю группу российских детей, которых привез спецборт МЧС из Багдада.

### 2020 год

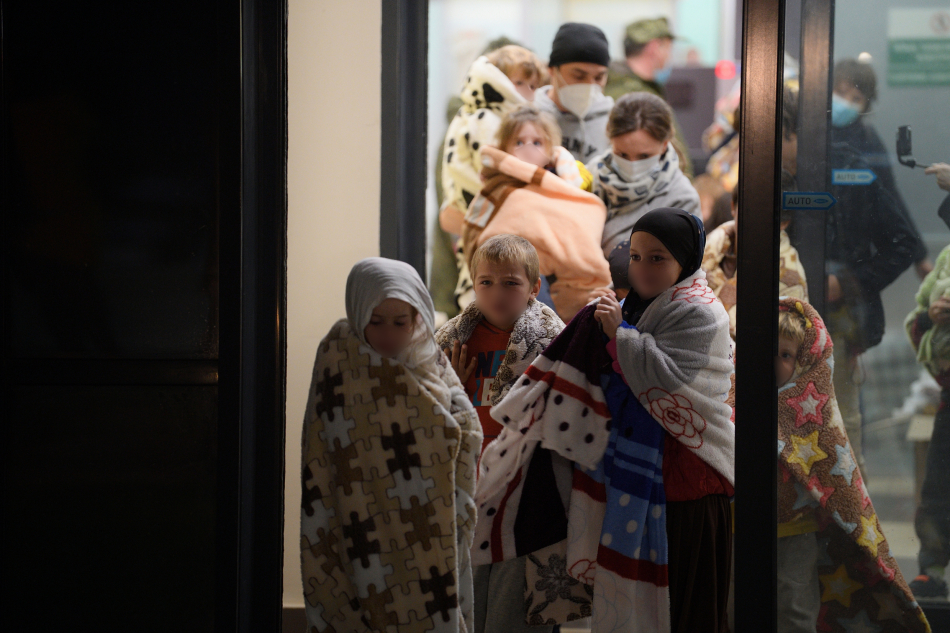
Вывоз детей из Сирии. Ноябрь 2020 года

В феврале 2020 года началась работа по вывозу детей из неподконтрольного правительству Сирии лагеря беженцев Аль-Холь. Состоялась встреча Анны Кузнецовой с Асмой Асад, супругой президента Сирии Башара Асада. Через день самолёт с 35 российскими детьми из лагеря Аль-Холь приземлился в Москве. После вывоза Анна Кузнецова сообщила, что готовятся ещё четыре рейса за российскими детьми из лагерей беженцев Аль-Хол и Аль-Рож.
18 августа 2020 года в Россию из приютов Дамаска доставлены 26 детей возрастом от года до шести лет. Ранее эти дети были вывезены из лагеря беженцев Аль-Холь и помещены в приюты Дамаска. Ещё 15 детей были вывезены 9 сентября. Среди доставленных детей были раненые и парализованные. 16 октября спецбортом Минобороны вернули 27 детей из лагеря беженцев Аль-Хол. 14 ноября после долгих переговоров с курдами вернули ещё 31 российского ребёнка. 26 декабря состоялся последний рейс в 2020 году. Спецрейсом из Дамаска было вывезено 19 детей.

### 2021 год

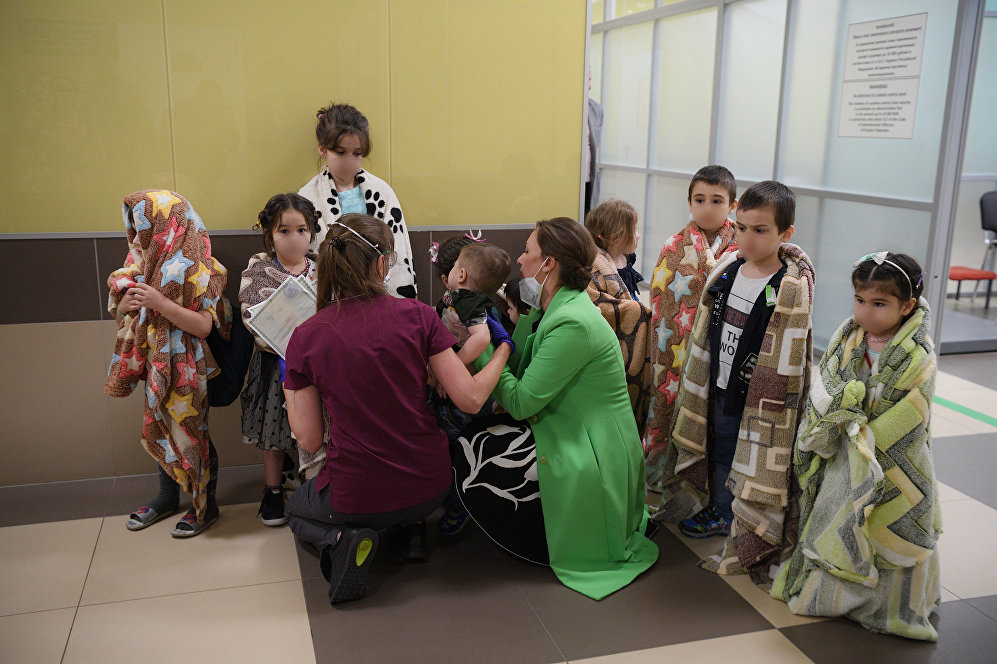
Анна Кузнецова с детьми из Сирии в аэропорту Жуковский

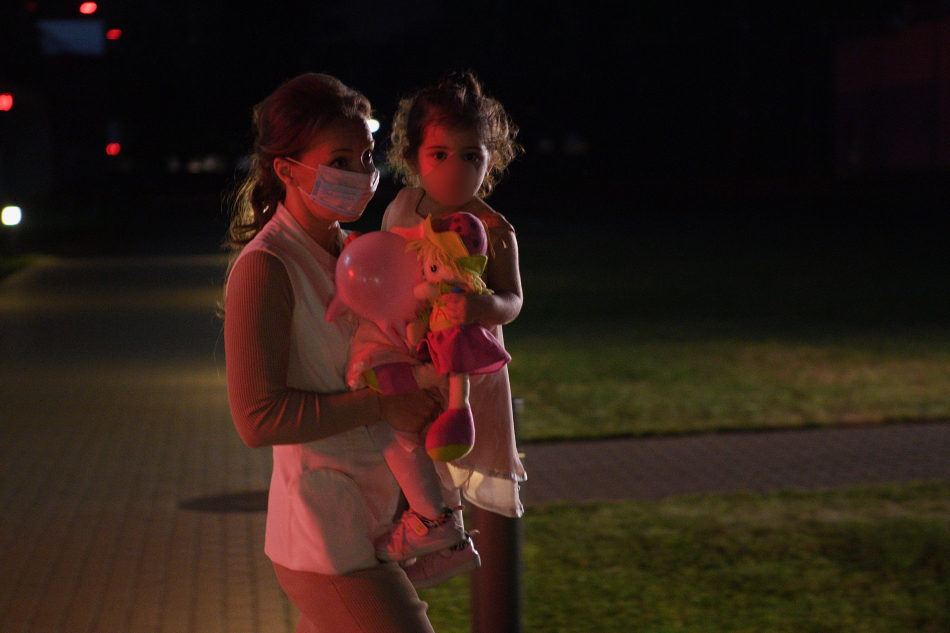
14-й по спецрейс для вывоза российских детей с территории Ближнего Востока (июль 2021 года)

В марте 2021 года работа по возвращению российских детей из тюрем Ирака была завершена. Но работа по поиску детей в Ираке продолжается.
В апреле 2021 года Анна Кузнецова сообщила о российских детях, находящихся в Турции и Пакистане. Как только откроют границы и будут готовы документы, их планируется забрать.
19 апреля 2021 года 44 российских ребёнка вернулись из Сирии домой из лагерей аль-Хол и аль-Рош. Долгие, сложные переговоры Кузнецовой с курдами, которые контролируют эти лагеря, увенчались успехом.
4 июля 2021 года В Москву из приютов и тюрем Дамаска а также из сирийского лагеря беженцев Аль-Рош 14-м спецбортом доставили 23 российских ребёнка.
10 июля 2021 года Анна Кузнецова сообщила, что все российские дети, находившиеся в тюрьмах Дамаска, возвращены в Россию. Самая тяжелая ситуация с возвращением российских детей из лагеря беженцев Аль-Хол. «Мы забрать могли бы сразу всех — борт Минобороны, ресурсы позволяют. Но, к сожалению, нам всех сразу не отдают, а отдают небольшими группами».
В сентябре 2021 года Анна Кузнецова заявила о готовности документов для возвращения на родину с территории Сирии 123 российских детей, однако несмотря на неоднократные обращения к администрациям лагерей беженцев обратной связи пока нет.

### Алгоритм вывоза детей
Примерный алгоритм вывоза детей из горячих точек Ближневосточных стран. Весь процесс занимает от нескольких месяцев до 1 года в зависимости от международной обстановки.
- Прием заявлений о розыске от российских граждан
- Розыск детей на территории государств Ближнего Востока.
- Забор тестов ДНК. Идентификация родства.
- Сбор, подготовка и оформление документов на детей
- Вылет спецрейса Минобороны или МЧС за детьми.
- Переговоры по вывозу детей
- Эвакуация детей из лагерей и обратный рейс в Москву.
- По прибытии осмотр детей и помещение их в больницу для лечения.
- Передача детей родственникам.

### Реабилитация детей
В ноябре 2020 года Кузнецова снова встретилась в Дамаске с супругой президента Сирии Асмой аль-Асад. Обсудили вопросы возвращения российских детей из Сирии и их социализации после возвращения из зон конфликтов.
В апреле 2021 детский омбудсмен совместно с ФГБУ НМИЦ им. В. П. Сербского начали прорабатывать программу реабилитации детей, вывезенных из зон вооруженных конфликтов в странах Ближнего Востока.
В июне 2021 года бригада специалистов из НМИЦ психиатрии и наркологии им. В. П. Сербского начала психологическую работу с дагестанскими детьми, вывезенных ранее из зоны боевых действий Сирии и Ирака.

### Международное взаимодействие

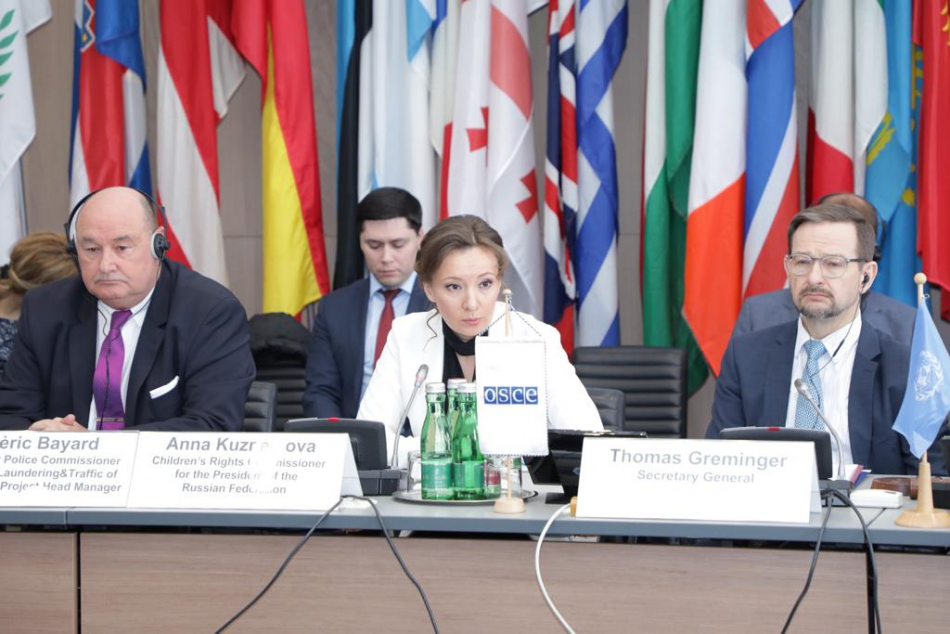
Анна Кузнецова на международной Конференции в Вене представила опыт России по спасению детей из зон вооружённых конфликтов

В июле 2020 года Кузнецова на площадке ООН по контртерроризму, поделилась опытом России по возвращению детей из Ирака и Сирии. В конце ноября 2020 года Кузнецова и представители Международного комитета Красного Креста обсудили опыт России по репатриации несовершеннолетних граждан. В декабре 2020 года Кузнецова обсудила со спецдокладчиком ООН работу по возвращению детей из зон вооружённых конфликтов и рассказала о российском алгоритме работы. В июне 2021 года Международный комитет Красного Креста (МККК) призывал страны искать возможности возвращения своих граждан из сирийских лагерей беженцев.
«Сформировалась устойчивая позиция мирового правозащитного сообщества о том, что детей оставлять там нельзя. Это просто преступно оставлять их там, важно заботиться о своих гражданах, в том числе решать вопросы предотвращения радикализации и распространения мирового терроризма» — Кузнецова отметила, что в мире к инициативе возвращения детей из зон вооруженных конфликтов ранее относились скептически, однако позже отношение изменилось.

## Другие страны

### Казахстан
27 ноября в результате гуманитарной акции, осуществленной по поручению Президента Касым-Жомарта Токаева, из Ирака в Казахстан были эвакуированы 14 казахстанских детей. Операцию по вывозу детей провели МИД РК и уполномоченный по правам ребёнка РК Аружан Саин.

### Кыргызстан
16 марта 2021 года В рамках гуманитарной миссии «Мээрим» из Ирака возвращены на родину 79 детей граждан Кыргызстана. В МИД отметили, что эта гуманитарная миссия стала первым репатриационным мероприятием подобного характера и масштаба. Вывоз детей осуществлен с согласия их матерей, оставшихся в Ираке, и волеизъявления родственников в Кыргызстане принять детей в семьи на воспитание.

### Украина
В январе 2021 года власти Украины вывезли из Сирии двух женщин с детьми — семьи сторонников ИГ. В Сирии остаются до 30 украинок с детьми.

### Грузия
В октябре 2018 года власти Грузии вывезли из Ирака троих детей, мать которых отбывает пожизненное заключение в тюрьме Багдада.

### Таджикистан
По официальным данным, свыше 250 таджикских детей находятся в зонах боевых действий в Сирии и Ираке. Властям Таджикистана удалось с 2015 по май 2017 года вывезти из зон боевых действий 19 семей (61 человека), среди которых 41 ребёнок.
В апреле 2018 года четверо таджикских детей были возвращены из Ирака. Власти Таджикистана намерены вернуть 75 детей из Сирии.

### Узбекистан
В январе 2019 года власти Узбекистана репатриировали из Сирии 47 граждан, в том числе 30 детей и 11 женщин..
11 октября 2019 года в Ташкент из Ирака были вывезены 64 ребёнка.
По состоянию на апрель 2021 года из горячих точек вывезены 433 женщины и ребёнка

### Азербайджан
По данным на июль 2021 года Азербайджан не вывозит своих детей из горячих точек, однако Анне Кузнецовой поступают запросы на вывоз детей в том числе и от граждан Азербайджана.

### Финляндия
В декабре 2019 года глава финского МИД пытался самовольно вывезти детей боевиков ИГ из Сирии. В декабре 2020 года две женщины с детьми вернулись в Финляндию из сирийского лагеря аль-Хол

### Германия
По данным немецких спецслужб в Сирии и в Ираке находится по меньшей мере 270 женщин с немецкими паспортами и детьми. В декабре 2020 года в Германию вернулись из Сирии три женщины и 12 детей.

### Франция
В июне 2020 года Франция репатриировала из Сирии 10 детей бывших боевиков-исламистов с французскими паспортами. Ранее сообщалось о 28 вывезенных детях. В Сирии находятся около 300 детей французских джихадистов.

### Нидерланды
В июне 2021 года появилось сообщение о возврате в Нидерланды женщины и 2-х её детей из Сирийского Курдистана.

### США
В 2019 году по данным Reuters, в общей сложности в США вернулись две женщины и шестеро детей, которые после задержания находились в курдском лагере беженцев.

### Бельгия
Бельгия планирует вывезти от 30 до 50 детей младше 12 лет. Депутат Европарламента от зелёных" Саския Брикмон много лет добивается их возврата на родину.

## Критика
«…Очень сложно, например, объяснить, и никто этим никогда не занимался, что дети, которые вернулись из Сирии и Ирака, могут учиться с другими детьми в одном классе и это, например, безопасно. С детьми, которые вернулись, с ними должна проводиться дополнительная работа, их недостаточно просто привести», — выразила мнение журналист Екатерина Нерозникова.
Член совета по правам человека при главе Чечни Хеда Саратова, считает что Россия недостаточно уделяет внимание возвращению женщин, хотя они не лишены гражданства и имеют право на помощь от своей страны.